# In 100 Years …
In 100 Years … ist ein Lied von Modern Talking, das von Dieter Bohlen geschrieben und produziert wurde. Es erschien im November 1987 vorab als erste und – außer in Dänemark – auch einzige Single aus dem Album In the Garden of Venus.

## Geschichte
In der Handlung des Liedes wird erzählt, Liebe werde in 100 Jahren verboten werden, weshalb der Protagonist sich gedrängt sieht, einer Frau seine Liebe zu gestehen. Im Gegensatz zu den anderen Vorgängern schlägt dieser Song verstärkt nachdenklichere Klänge an, was mit dem Status als letzte Single Modern Talkings vor der ersten Auflösung korrespondiert. Die Single-Veröffentlichung fand am 9. November 1987 statt; während sich das Lied in Deutschland noch in die Top-30 einreihen konnte, war es in Spanien (Platz vier), Südafrika (Platz 16) und Türkei (Platz eins) ein größerer Erfolg.
1998 erschien ein Remix des Titels auf dem Album Back for Good.

## Musikvideo
Das Musikvideo besteht teils aus Filmausschnitten, die z. B. Soldaten, Raketen und Naturkatastrophen zeigen. Darunter sind reale historische Ereignisse, wie das Karfreitagsbeben 1964 in Alaska, der Ausbruch des Eldfell auf der isländischen Insel Heimaey im Jahr 1973, das Erdbeben von San Francisco 1906 oder die Explosion der Raumfähre Challenger 1986. In der Handlung des Videos bieten Modern Talking den Song in einer fast zerstörten Stadt dar, zwischendurch sieht man die zuvor genannten Szenen.

## Coverversionen
- 2016: Thomas Anders